# ノーマン・ベイリー＝スチュワート
ノーマン・ベイリー＝スチュワート（Norman Baillie-Stewart, 1909年1月15日 - 1966年6月7日）は、イギリスの軍人。ロンドン塔に幽閉されたことから「塔の将校」(The Officer in the Tower)とも呼ばれた。彼はナチス・ドイツの熱狂的な支持者で、ホーホー卿ことウィリアム・ジョイスと共にドイツ側プロパガンダ放送に協力した人物として知られる。

## 若年期
ベイリー＝スチュワートは軍人の家系に生まれ、洗礼名はノーマン・ベイリー・スチュワート・ライト(Norman Baillie Stewart Wright)であった。彼はベッドフォード・スクールを経てサンドハースト王立陸軍士官学校へ入学を果たす。士官候補生だった頃にはジョージ5世の第3子ヘンリー王子護衛の任務にも参加した。卒業後には准大尉(Subaltern)としてシーフォース・ハイランダーズ連隊(Seaforth Highlanders)に配属される。
両親共に軍人家系で、さらに父は陸軍大佐であったにもかかわらず、彼は上級士官らに見下されているのを感じていた。このため、1929年には「より上流階級らしく聞こえるように」とベイリー＝スチュワートと改名している。この頃から彼は軍隊生活を嫌うようになっていった。

## 1933年の軍法会議にて
1933年春、チェルシー兵営で開かれた軍法会議において、ベイリー＝スチュワートは外国勢力に軍事機密を漏洩させたとして公職守秘法違反の容疑で裁かれた。当時はまだ戦争が始まっていなかったこともあり死刑こそ免れたものの、10つの容疑で有罪判決を受けた末に刑務所での懲役140年が言い渡された。
軍法会議によれば、彼は1931年に休暇でドイツを訪れた折にドイツ人女性と恋に落ち、ロンドンの独総領事に宛てて独国籍を得たいという手紙を書いたとされる。手紙に返事は無かったが、彼は休暇の許可を得ずにベルリンを訪れ、ドイツ外務省に電話を入れて英語話者を出してくれと要望した。その後、ブランデンブルク門の下でミューラー少佐を名乗る人物と接触し、ドイツのスパイとなることに合意したという。
彼は参謀学校の受験に備えた勉強という口実を使って、アルダーショット軍事図書館から試作段階のインデペンデント重戦車や新型自動小銃などの写真や仕様書、部隊編成などの情報を持ちだした。これらの情報は「オットー・ヴァルデマー青果店」(Otto Waldemar Obst)なる相手へ秘密裏に手渡され、これに対してベイリー＝スチュワートは「マリー＝ルイーゼ」(Marie-Luise)の署名がある2通の手紙を受け取った。この手紙には5ポンド紙幣10枚、10ポンド紙幣4枚が添付されていた。また、連絡員との接触を行う為に何度かオランダへ出向いていたことも判明している。MI5の記録によれば、「青果店」はミューラー少佐のコードネームであったとされる。また、ベイリー＝スチュワートのコードネームは「ポワレ」で、連絡用に想像された架空の人物「マリー＝ルイーゼ」と共に洋梨の品種名に因んでいた。
彼はその後の5年間をロンドン塔で過ごした。彼は現在までにロンドン塔に投獄された最後のイギリス人である。

## ナチス・ドイツへの協力
1937年に釈放された後、ベイリー＝スチュワートはウィーンに移りオーストリアの市民権を求めた。ただし、この要求は居住要件を満たしていないとして拒否された。1937年8月、オーストリア政府は彼がナチス・ドイツのエージェントであると疑い、オーストリアから3週間以内に退去するように命じた。また移住の拒否に関してウィーンの英大使館に支援を求めたものの拒否されており、この頃から彼は英国への反発を隠そうとしなくなった。彼は英国への帰国を取り止め、チェコスロバキア・ブラチスラヴァへ移住した。
1938年、ナチス・ドイツによるオーストリア併合が行われた。同年中にベイリー＝スチュワートはオーストリアでの居住を認められ、ウィーンにて貿易事務所を起業した。これと同時に帰化も申請していたが、これが認められ彼がドイツ市民となったのは1940年のことである。
1939年7月、友人とのパーティに出席したベイリー＝スチュワートはドイツ側による英語の宣伝放送を耳にする機会があった。彼はその放送内容を批評し、それを聞いていた客の1人を通じてオーストリアのラジオ局で働くことになる。さらにベルリンでボイステストを受けた後、ドイツ宣伝省に従属し宣伝放送を行う大ドイツ放送局の英語キャスターとなった。彼は英国の対独宣戦布告の直前、週に一度行われていた英語の宣伝放送『Germany Calling』にていくつかのニュースを読み上げた。
『デイリー・エクスプレス・ラジオ』にてジョナ・バリントンが最初に「ホーホー卿」と名付けたドイツ側宣伝放送のキャスターは、ベイリー＝スチュワートかヴォルフ・ミットラーであったとされる。後にウィリアム・ジョイスの名が知られるようになると、ホーホー卿の呼び名はジョイス個人を指して使われることが多くなった。その他、ベイリー＝スチュワートとされるキャスターに対しては「不吉なサム」(Sinister Sam)という呼び名も使われた。
1939年末までに、ベイリー＝スチュワートの補佐要員だったウィリアム・ジョイスが頭角を現し始めた。そして1939年12月の放送を最後に、ベイリー＝スチュワートは宣伝放送のキャスターを降板することになる。以後は外務省で翻訳業務を手がける傍ら、ベルリン大学にて英語の講義を行った。1940年初頭、ドイツの市民権を獲得する。
1942年初頭、彼は「ランサー」(Lancer)の名義で大ドイツ放送局およびルクセンブルク放送局における英語宣伝放送に関与した。
1944年、ベイリー＝スチュワートはいくつかの治療の為にウィーンに向かったが、1945年にアルタウッセにて逮捕され、大逆罪の咎で英国へ送還された。

## 戦後
司法長官ハートレイ・ショークロスは、ベイリー＝スチュワートがドイツの市民権を持っている事から大逆罪で裁くのは困難と判断し、それよりも軽い「利敵可能性のある行為の遂行(committing an act likely to assist the enemy)」なる罪名での起訴を行なった。これを受けてMI5では彼を「女々しい法的些事」(namby-pamby legal hair-splitting)が存在しないソ連占領地域に送るよう働きかけを行なったという。
ベイリー＝スチュワートは有罪判決を受けて懲役5年の宣告を受けた。その後、ジェームズ・スコットという偽名を名乗ってアイルランドに移り、1966年にダブリンの路上で心臓発作を起こし死亡するまでの間に結婚して2人の子供を儲けた。